# Barbara Bach
Barbara Bach (født 27. august 1946) er en amerikansk model og skuespillerinde.

## Biografi
I begyndelsen af sin skuespillerkarriere spillede Barbara Bach mest med i italienske lavbudgetfilm. I 1977 fik hun dog et gigantisk gennembrud som Bond babe, Major Amasova, i The Spy Who Loved Me, hvor hun spillede sammen med Roger Moore i en Bond-film der af mange ses som en af de absolut bedste. Herefter fik hun en del roller, dog ikke nogle store.

## Privat
Barbara Bach blev skilt fra sin første mand, Augusto Gregorini, i 1975. I 1980 mødte hun Ringo Starr fra The Beatles, som hun stadig er gift med.